# Аксвейк, Лион
Лион Аксвейк (нидерл. Lion Axwijk; род. 18 марта 1984, Амстердам) — нидерландский футболист, выступающий на позиции защитника.

## Карьера
Спортивную карьеру Лион Аксвейк начал в футбольной секции клуба «Хеллас Спорт» из города Зандама. Затем он попал в футбольную школу клуба «Валвейк». Поиграв за юношеские и молодёжные команды «Валвейка», Лион вскоре попал в основной состав. Его дебют в команде состоялся 29 октября 2005 года в матче Эредивизи против клуба НАК Бреда, завершившемся крупной победой «Валвейка» со счётом 4:1. В дебютном сезоне 21-летний защитник провёл четыре игры в чемпионате.
В конце января 2006 года Лион был отдан в аренду «Вендаму», выступающему в первом дивизиона. В команде Аксвейк сыграл 8 игр, получив за это время три желтых и одну красную карточку.
После окончания аренды Лион на правах свободного агента подписал двухлетний контракт с клубом АГОВВ из Апелдорна. За два сезона он отыграл в команде 30 матчей, а также провёл одну игру в Кубке Нидерландов. С 2008 года Аксвейк выступал в любительском клубе «Эйсселмервогелс», за который играл также его старший брат Иван, бывший полузащитник «Харлема».
Летом 2010 года Лион стал игроком клуба «Спакенбюрг», а после окончания сезона 2010/11 клуб по обоюдному согласию расторг контракт с футболистом, после чего он перебрался в амстердамский клуб АСВ «Де Дейк». С 2012 года Лион выступал за полицейскую сборную Нидерландов по футзалу.
В июле 2013 года Лион перешёл в клуб ОФК из города Остзан.